# Campeonato nacional de Estados Unidos 1933
Lista de los campeones del Campeonato nacional de Estados Unidos de 1933:

## Senior

### Individuales masculinos
Fred Perry vence a  Jack Crawford, 6–3, 11–13, 4–6, 6–0, 6–1

### Individuales femeninos
Helen Jacobs vence a  Helen Wills Moody, 8–6, 3–6, 3–0, ret.

### Dobles masculinos
George Lott /  Lester Stoefen vencen a  Frank Shields /  Frank Parker, 11–13, 9–7, 9–7, 6–3

### Dobles femeninos
Betty Nuthall /  Freda James vencen a  Helen Wills Moody /  Elizabeth Ryan, default

### Dobles mixto
Elizabeth Ryan /  Ellsworth Vines vencen a  Sarah Palfrey /  George Lott, 11–9, 6–1
- Datos: Q2410697

| Predecesor: 1932                         | Campeonato nacional de Estados Unidos 1933 | Sucesor: 1934                         |
| Predecesor: Campeonato de Wimbledon 1933 | Grand Slam 1933                            | Sucesor: Campeonato de Australia 1934 |